# Glutatión peroxidasa
La enzima Glutatión peroxidasa (GPX) o glutationa peroxidasa EC 1.11.1.9, cataliza la reacción de oxidación de  glutatión a glutatión disulfuro utilizando para ello peróxido de hidrógeno. Esta enzima usa como cofactor el selenio.
2 Glutatión + H2O2 {\displaystyle \rightleftharpoons } Glutatión disulfuro + 2 H2O
La glutatión peroxidasa tiene como principal función proteger al organismo del efecto degradante de los hidroperóxidos de forma endógena. En los vertebrados se conocen al menos cuatro formas de GPX: una forma citosólica (GPX1), una forma gastrointestinal (GPX-GI), una forma secretada en el plasma (GPX-P) y una forma epididimial secretada (GPX-EP). Adicionalmente a estas formas caracterizadas, la secuencia de una proteína de función desconocida está evolutivamente relacionada con estas GPX.
En los parásitos nemátodos filariales, como la Brugia pahangi, la principal proteína soluble cuticular, conocida como gp29, es una GPX secretada que podría proporcionar un mecanismo de resistencia a la reacción inmune del mamífero huésped neutralizando los productos oxidativos de la rotura de los leucocitos.
La proteína btuE de la Escherichia coli, una proteína periplásmica que participa en el transporte de la vitamina B12, también está relacionada evolutivamente con las GPX aunque la relación aún no está clara.
El sitio catalítico de las GPX contiene un residuo conservado que es una cisteína o selenocisteína en muchas GPX eucarióticas.

## GPX humanas
Los tipos de glutationa peroxidasa humana son:
- Glutatión peroxidasa 1 (GPX1). Tiene como función proteger la hemoglobina de los eritrocitos de una rotura oxidativa. Se constituye como un homotetrámero y su localización celular es el citoplasma.

- Glutatión peroxidasa 2 (GPX2). Tiene como función proteger a los mamíferos de la toxicidad de los hidroperóxidos orgánicos ingeridos. Pueden actuar como aceptores el tert-butil hidroperóxido, el cumeno hidroperóxido y el hidroperóxido del ácido linoleico. En cambio, el fosfatidilcolina hidroperóxido no actúa como aceptor. Se constituye como un homotetrámero y su localización celular es el citoplasma. Se expresa sobre todo en el hígado y tracto gastrointestinal.

- Glutatión peroxidasa 3 (GPX3). Tiene como función proteger a las células y enzimas del daño oxidativo catalizando la reducción por la glutationa del peróxido de hidrógeno, peróxidos de lípidos e hidroperóxidos orgánicos. Se constituye como un homotetrámero que es secretado en el plasma.
- Glutatión peroxidasa 4 (GPX4). Tiene como función proteger a las células ante la oxidación, especialmente de los hidroperóxidos lípidos, protegiendo así las membranas celulares de la peroxidación lípidica y la muerte celular. También cumple una función en el desarrollo del esperma.[2]

- Glutatión peroxidasa 5 (GPX5). Tiene la misma función que la GPX3 y constituye un sistema de protección contra el daño de los peróxidos en los lípidos de las membranas del esperma. Esta enzima es secretada en el epidídimo.

- Glutatión peroxidasa 6 (GPX6). Es una proteína secretada y se expresa en el epitelio olfativo.

- Glutatión peroxidasa 7 (GPX7). Es una proteína secretada.

Existe otra GPX marcada como probable y llamada Glutatión peroxidasa 8 (GPX8) que es una proteína de membrana. Q8TED1